# Џорџтаун (Охајо)
Џорџтаун (енгл. Georgetown) град је у америчкој савезној држави Охајо.

## Демографија
По попису из 2010. године број становника је 4.331, што је 640 (17,3%) становника више него 2000. године.
| Група             | 2000.         | 2010.         |
| Белци             | 3.560 (96,5%) | 4.122 (95,2%) |
| Афроамериканци    | 74 (2,0%)     | 83 (1,9%)     |
| Азијати           | 11 (0,3%)     | 23 (0,5%)     |
| Хиспаноамериканци | 16 (0,4%)     | 28 (0,6%)     |
| Укупно            | 3.691         | 4.331         |